# アメリカ陸軍スカイ・ソルジャーズ
アメリカ陸軍スカイ・ソルジャーズ（英語: U.S. Army Sky Soldiers）は、アメリカ合衆国の民間団体が運営し、運行するアクロバットチームである。チームの正式名は「スカイ・ソルジャーズ」ではなく、「アメリカ陸軍 （U.S. Army）」が冠される。チームは「スカイ・ソルジャーズ・コブラ・デモンストレーション・チーム （Sky Soldiers Cobra Demonstration Team）」とも呼ばれる。以下、記事本文では単に「スカイ・ソルジャーズ」と表記する。

## 概要
1997年、アメリカ合衆国の退役軍人で構成される非営利財団法人Army Aviation Heritage Foundation（陸軍航空遺産財団、以下「AAHF」）が設立され、陸軍からリースされた各種航空機を国内数ヶ所で展示した。AAHFは1999年から、宣伝事業の一環として中古航空機によるデモフライトをスカイ・ソルジャーズの名で実施していたが、2007年には陸軍から提供されたAH-1F攻撃ヘリコプター4機+予備1機によるアクロバットチームがAAHF内に編成され、そのチームがスカイ・ソルジャーズの名を受け継いだ。
スカイ・ソルジャーズが使用するAH-1Fは、全機が民間機扱いで民間機登録番号を有する。M197機関砲は基部から残されているが使用不能で、火器管制用コンピュータと射撃管制プローブは取り外されている。スタブウイングの内側兵装架のロケット弾ポッドも残されているが、こちらも使用はできない。スモーク発生装置はSanders Smoke Technologies社のSCSG-5が、スタブウイングの外側兵装架に装備される。
機体の塗装はツヤあり黒を基本として、機首からテイルブームへ伸びる黄線と、黄フチ付白の「星（☆）」/「U.S. ARMY」/「goarmy.com」の文字が胴体に記される。
展示飛行は4機で行い、予備機は会場内でアナウンスや応接を行う。
なお、チーム名に「アメリカ陸軍」が冠されるが軍とは直接の関係が無く、スカイ・ソルジャーズを愛称とする第173空挺旅団戦闘団との関連も無い。チームはUnited States Army Recruiting Command（USAREC）のスポンサードを受けていた。

## 画像集

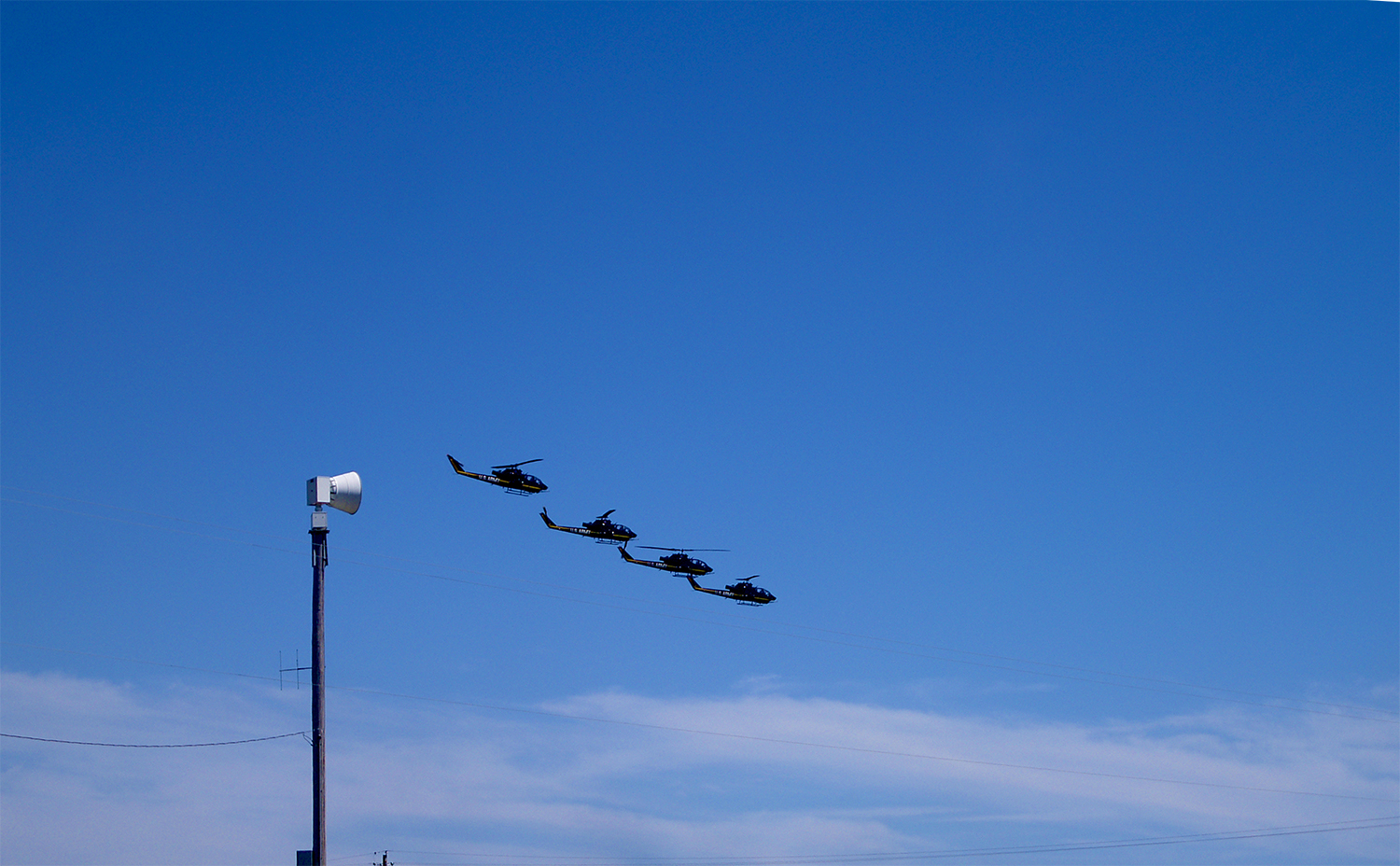
2010年5月、タスカルーサ航空ショーのスカイ・ソルジャーズ